# Little Chesterford
Little Chesterford is een civil parish in het bestuurlijke gebied Uttlesford, in het Engelse graafschap Essex met 215 inwoners.